# Péter Tóth
Péter Tóth (n. 12 iulie 1882, Budapesta, Austro-Ungaria – d. 28 februarie 1967, Budapesta, Republica Populară Ungară) a fost un scrimer maghiar, medaliat olimpic. A participat la 4 ediții ale Jocurilor Olimpice (1906, 1908, 1912, 1928) în care a câștigat o medalie de aur.